# Lady Windermeres Fächer (1925)
Lady Windermeres Fächer (Originaltitel: Lady Windermere’s Fan) ist ein US-amerikanischer Stummfilm von Ernst Lubitsch aus dem Jahr 1925. Er beruht auf dem gleichnamigen Theaterstück von Oscar Wilde.

## Handlung
Lady Windermeres Geburtstag steht kurz bevor. Mal wieder erhält sie Besuch von Lord Darlington, der ihr seine Liebe gesteht. Lady Windermeres Mann wird unterdessen von der ihm unbekannten Mrs. Erlynne zu einer Unterhaltung gebeten. Mrs. Erlynne eröffnet ihm, dass sie die totgeglaubte Mutter seiner Frau sei. Sie hatte einst Mann und Kind verlassen, war dafür von der Gesellschaft verstoßen worden und ist nun nach langen Reisen zurückgekehrt. Lord Windermere bittet sie, ihre Identität für sich zu behalten, und schreibt ihr im Gegenzug einen hohen Scheck aus.
Mrs. Erlynne wird zum Mittelpunkt des gesellschaftlichen Tratsches. Als Lord Windermere verkündet, man solle die Frau erst einmal kennenlernen, bevor man über sie klatscht, erregt er Lady Windermeres Argwohn. Lord Augustus Lorton, der bekannteste Junggeselle der Stadt, beginnt ein Verhältnis mit Mrs. Erlynne, die nun hofft, bald wieder in die Gesellschaft aufgenommen zu werden.
Lady Windermere erhält von ihrem Mann zum Geburtstag einen Fächer. Mrs. Erlynne erfährt von der abends geplanten großen Feier und erpresst Lord Windermere: Sollte sie keine Einladung erhalten, werde sie Lady Windermere ihre Identität offenbaren. Lord Windermere verspricht, eine Einladung zu schicken. Lord Darlington hat Lady Windermere derweil die Geldunterstützung Lord Windermeres an Mrs. Erlynne verraten und sie stellt ihren Mann zur Rede. Lord Windermere streitet ein Verhältnis ab und bittet seine Frau, Mrs. Erlynne selbst kennenzulernen – auf der Feier am Abend. Da Lady Windermere droht, Mrs. Erlynne vor der gesamten Gesellschaft mit ihrem Fächer zu schlagen, lädt Lord Windermere Mrs. Erlynne schriftlich aus. Diese erscheint, da sie die Ausladung für die Einladung gehalten und nicht gelesen hat.
Mrs. Erlynne gewinnt schnell die Herzen der Gäste. Auch Lady Windermere bewahrt Haltung, zieht sich jedoch bald weinend in den Garten zurück. Hier beteuert Lord Darlington ihr erneut seiner Liebe. Als Lady Windermere Mrs. Erlynne scheinbar mit ihrem Mann flirten sieht – in Wirklichkeit ist es Lord Augustus Lorton, der Mrs. Erlynne einen Heiratsantrag macht – verlässt sie ihren Mann und begibt sich in Lord Darlingtons Villa. Mrs. Erlynne eilt ihr nach, doch kann sie sie nicht rechtzeitig zur Umkehr bewegen. Alle Männer der Geburtstagsfeier, darunter auch Lord Windermere und Lord Lorton, erscheinen bei Lord Darlington, und die Frauen flüchten in ein Nebenzimmer. Lady Windermere vergisst jedoch ihren Fächer, den Lord Windermere findet und Lord Darlington als Nebenbuhler vermutet. Mrs. Erlynne erscheint und eröffnet ihm, dass sie aus Versehen Lady Windermeres Fächer von der Feier mitgenommen habe. Lady Windermere kann unerkannt fliehen. Die Männer verabschieden sich überstürzt.
Am nächsten Tag erscheint Mrs. Erlynne noch einmal bei Lady Windermere, um sich zu verabschieden, da sie nach dem Skandal nach Frankreich gehen werde. Vor dem Haus trifft sie schließlich auf Lord Lorton und weist ihn für sein beschämendes Verhalten am Vortag zurecht – sie werde ihn daher nicht mehr heiraten. Er ist verdutzt und folgt ihr schließlich in ihr Taxi.

## Produktion
Nach 1916 war es die zweite Verfilmung des gleichnamigen Stücks von Oscar Wilde. Im Gegensatz zum Stück strich Lubitsch nicht nur einige Nebenfiguren und verlegte die Handlung in die 1920er-Jahre, sondern verzichtete in den Zwischentiteln auch vollständig auf die Wortspiele des Wilde’schen Stücks.
Der Film kam am 26. Dezember 1925 in die US-amerikanischen Kinos. Die deutsche Erstaufführung fand am 24. August 1926 als Galavorstellung in Berlins Capitol am Zoo statt.

## Kritik
The Film Daily schrieb, dass Lubitsch aus dem für den Film schwachen Material eine sehr gute Produktion gemacht habe, in der der Lubitsch Touch zur Geltung komme.
Variety lobte die cleveren Züge in der Regiearbeit Lubitschs.

## Auszeichnung
Lady Windermeres Fächer wurde 2002 ins National Film Registry aufgenommen.